# Oristany
Oristany (en sard Aristanis, en italià i oficialment Oristano) és un municipi italià, situat a la regió de Sardenya i capital de l'homònima província d'Oristany. L'any 2006 tenia 32.932 habitants. Es troba a la regió de Campidano di Oristano. Conté les fraccions de Donigala, Massama, Marina di Torre Grande, Nuraxinieddu i Silì, i limita amb els municipis de Baratili San Pietro, Cabras, Nurachi, Palmas Arborea, Santa Giusta, Siamaggiore, Siamanna, Simaxis, Solarussa, Villaurbana i Zeddiani.

## Història
La zona on avui es troba Oristany fou ja antigament molt transitada. Als nombrosos assentaments prehistòrics i nuràgics, que tenen en els gegants de Monte Prama una de les seves màximes expressions, s'hi afegeixen establiments fenicis com Otoca o Tarros, que després passarà a ser una ciutat romana. Les primeres referències d'Aristiane les trobem a la Descriptio Orbis Romani del geògraf grec Jordi de Xipre (segle vii). En aquells temps, Sardenya es trobaria ja dins l'àmbit de l'Imperi Romà d'Orient, esdevenint la seva frontera més occidental i la presa preferida de les incursions piràtiques magribines. Per això la població dels diferents enclavaments de la zona començarà a desplaçar-se cap a la petita Aristiane, més arrecerada, fent-la créixer. Ja cap al segle x, les quatre parts en què s'havia dividit administrativament l'illa en època romana d'Orient funcionaven com a regnes independents (Jutjats), donades les dificultats de l'Imperi Romà d'Orient per controlar-les i protegir-les. En aquest context, l'any 1070 el jutge (sobirà) Orsoc I d'Arborea va traslladar la capital de Tarros a Oristany com també passa amb la seu arquebisbal.
Com a capital del Jutjat d'Arborea, Oristany serà la seu del govern, de la corona de logu (consell) i albergarà el palau judicial. Aquesta serà la seva etapa de màxima esplendor i creixement, formant-se aglomerats (brugus) al voltant de la ciutat emmurallada. Probablement la ciutat tindria un recinte de muralles anterior al 1200', si bé no serà fins al regnat de Marià II (1264-1297) que es fortifiqui la ciutat amb dues grans torres, la de San Filippo i la de San Cristoforo (encara visible). L'any 1368, durant la llarga guerra amb la Corona d'Aragó, la ciutat serà assetjada pels exèrcits de Pere Martínez de Luna, que seran derrotats en la batalla de Santa Anna pels soldats de Marià IV. L'any 1409 la ciutat viurà la coronació del darrer jutge d'Arborea, Guillem II de Narbona, i serà atacada altre cop per les tropes catalano-aragoneses, que tornaran a ser derrotades. Finalment, al setge de 1410, la ciutat cedirà i quedarà sotmesa al Regne de Sardenya, si bé una part del que havia estat l'antic Jutjat d'Arborea serà concedida al darrer defensor de la ciutat, Lleonard Cubello, com a marquesat d'Oristany.
De seguit a la fallida revolta de Lleonard d'Alagon contra el virrei de Sardenya, la ciutat d'Oristany és declarada ciutat règia el 1479. L'any 1637, en el context de la Guerra dels Trenta Anys, tropes franceses desembarquen al golf i saquegen la ciutat, però l'hauran d'abandonar precipitadament derrotats pels reforços vinguts de Càller. El 1767, ja en època savoiana, Oristany i els seus territoris circumdants seran concedits com a feu al ric comerciant Damiano Nurra Conca, que prendrà el títol de marquès d'Ascais. L'any 1796 la ciutat s'adherirà amb reserves a la revolució de Giuanne Maria Angioy, que finalment fracassarà.
L'any 1881 serà inaugurada l'estàtua d'Elionora d'Arborea que avui presideix la plaça que duu el mateix nom. L'abril de 1921 Davide Cova, Emilio Lussu, Camillo Bellieni i altres veterans sards de la primera guerra mundial funden, a l'edifici de l'actual consell municipal, el Partit Sard d'Acció. Amb la dictadura feixista, es fundarà una nou assentament vora Oristany, anomenat Mussolinia, de caràcter eminentment productiu i que amb la caiguda del règim passarà a dir-se Arborea. L'any 1974 Oristany esdevé la capital de la quarta província de la regió autònoma de Sardenya. El 18 d'octubre de 1985 el papa Joan Pau II efectuarà una visita pastoral a la diòcesi d'Oristany.

## La Sartiglia

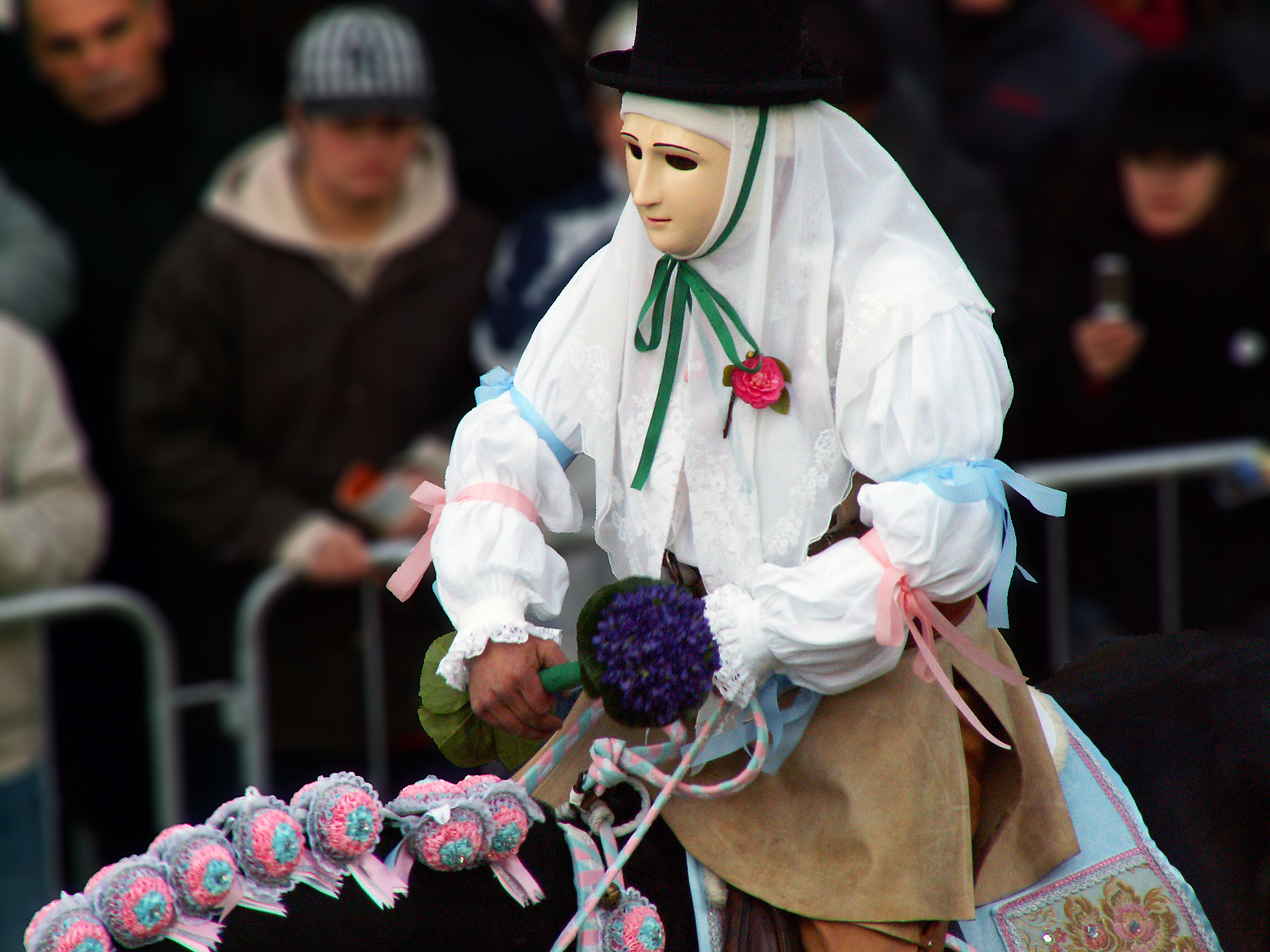
Su Componidori (2006)

La Sartiglia (en sard: Sa Sartiglia) és un torneig eqüestre que se celebra a Oristany almenys des del 1465, quan comença el seu còmput, i es creu que derivaria de torneigs medievals precedents. Es realitza el diumenge i el dimarts previs a Carnestoltes i l'organitzen el gremi dels pagesos i els dels fusters respectivament. El seu nom podria procedir del castellà “juego de la sortija”, documentat a Europa i el nord d'Àfrica. De fet, la Sartiglia troba el seu paral·lel més estret amb el joc de l'ensortilla de Ciutadella de Menorca.
La festa té com a primera escena la lectura de l'edicte pel qual s'avisa al poble de la celebració. Després es procedeix amb la vestició del cavaller escollit per a presidir-la (su Componidori), que pren un aspecte androgin en combinar la màscara, el barret i un vel blanc. Des d'aquest moment, ja no podrà tocar el terra ni mostrar la seva cara fins al vespre, quan se’l desvesteixi. Un cop preparat, ell i els 119 cavallers restants es dirigeixen fins al carrer on se celebrarà el torneig.
Allà hi penja l'estel que cal enfilar. Segons la creença, quants més estels s'aconsegueixin, millor serà l'anyada, atès que l'estel representa la fertilitat. Per això, Su Componidori tria els millors cavallers, que, després d'ell, es llençaran al galop per aconseguir-lo amb el so de les trompetes i els tambors de fons. En acabar el torneig, su Componidori recull sa pipia de maju, un petit ram de flors que simbolitza l'arribada de la primavera i amb el qual beneirà a tota la població recorrent els carrers d'esquenes sobre el seu cavall. Després d'això, molts dels cavallers s'agrupen i realitzen acrobàcies (sas pariglias) per a delectar el públic.

## Llocs d'interès
- Torre de Marià II o de San Cristoforo. Erigida l'any 1290, era una de les dues principals portes d'accés a la ciutat emmurallada.
- Estàtua d'Elionor d'Arborea. Realitzada per l'escultor Ulisse Campi i l'arquitecte Mariano Falcini, fou inaugurada l'any 1881.
- Catedral de Santa Maria Assunta
- Palazzo Arcais
- Església de San Martino

## Personatges il·lustres
- Marià IV, sobirà del Jutjat d'Arborea
- Elionor, regent del Jutjat d'Arborea
- Lleonard d'Alagon, marquès d'Oristany
- Alessandro Ghinami, president de Sardenya.
- Lucio Abis, president de Sardenya.